# Ophiodyscrita
Ophiodyscrita är ett släkte av ormstjärnor. Ophiodyscrita ingår i familjen Ophiodermatidae.
Kladogram enligt Catalogue of Life:
| Ophiodyscrita | \| \| Ophiodyscrita acosmeta \| \| \| \| \| \| Ophiodyscrita pacifica \| \| \| \| \| \| Ophiodyscrita pacificus \| \| \| \| |
|               | \| \| Ophiodyscrita acosmeta \| \| \| \| \| \| Ophiodyscrita pacifica \| \| \| \| \| \| Ophiodyscrita pacificus \| \| \| \| |
|               | Bathypectinura |
|               | |
|               | Cryptopelta |
|               | |
|               | Diopederma |
|               | |
|               | Ophiarachna |
|               | |
|               | Ophiarachnella |
|               | |
|               | Ophiochaeta |
|               | |
|               | Ophiochasma |
|               | |
|               | Ophioclastus |
|               | |
|               | Ophioconis |
|               | |
|               | Ophiocormus |
|               | |
|               | Ophiocryptus |
|               | |
|               | Ophioderma |
|               | |
|               | Ophioncus |
|               | |
|               | Ophiopaepale |
|               | |
|               | Ophiopeza |
|               | |
|               | Ophiopezella |
|               | |
|               | Ophiopsammus |
|               | |
|               | Ophiostegastus |
|               | |
|               | Ophiurochaeta |
|               | |
|               | Pectinura |
|               | |
|               | Ophiodyscrita acosmeta |
|               | |
|               | Ophiodyscrita pacifica |
|               | |
|               | Ophiodyscrita pacificus |
|               | |

|  | Ophiodyscrita acosmeta  |
|  |                         |
|  | Ophiodyscrita pacifica  |
|  |                         |
|  | Ophiodyscrita pacificus |
|  |                         |